# Аль-Іттіфак (футбольний клуб)

Старий логотип клубу

Старий логотип клубу

Футбольний клуб «Аль-Іттіфак» або просто «Аль-Іттіфак» (араб. نادي الاتفاق السعودي) — саудівський футбольний клуб з міста Даммам, який виступає в Саудівській Прем'єр-лізі. Заснований в 1944 році. Домашні матчі проводить на стадіоні ім. принца Мохамеда бін Фахда, що вміщає 35 000 глядачів. Загалом клуб виграв 13 різноманітних титулів та трофеїв.

## Назва
Назва Аль-Іттіфак (араб. الاتفاق) українською мовою можна перекласти як «злагода».

## Клубні кольори
| Червоний | Зелений |

## Історія
Клуб був заснований в 1944 році. Першого серйозного успіху домігся в 1965 році, коли зумів здобути перемогу в Кубку наслідного принца Саудівської Аравії. Через 3 роки, в 1968 році, зумів виграти і Кубок короля Саудівської Аравії. У 1983 році вперше став чемпіоном країни, а ще через 4 роки, в 1987 році, завоював другий титул чемпіона Саудівської Аравії, щоправда пізніше й аж до наших днів, Іттіфак більше так жодного разу і не зміг знову стати переможцем Саудівської Прем'єр-ліги. На міжнародній арені особливих успіхів Іттіхад так і не домігся, хоча здобув перемоги в ряді турнірів, однак, в найпрестижнішому азійському турнірі — Лізі чемпіонів АФК — брав участь всього один раз в 1989 році, і тоді не зміг подолати навіть групову стадію турніру.

## Досягнення
- Саудівська Прем'єр-ліга:
  -  Чемпіон (2): 1982/83, 1986/87
  -  Срібний призер (2): 1987/88, 1991/92
  -  Бронзовий призер (4): 1977/78, 1981/82, 1983/84, 2010/11

- Перший дивізіон чемпіонату Саудівської Аравії з футболу
  -  Чемпіон (1): 1976/77

- Кубок наслідного принца Саудівської Аравії:
  -  Володар (1): 1965
  -  Фіналіст (4): 1963, 2001, 2008, 2012

- Королівський кубок Саудівської Аравії:
  -  Володар (2): 1968, 1985
  -  Фіналіст (4): 1965, 1966, 1983, 1988

- Кубок Саудівської Федерації футболу:
  -  Володар (3): 1991, 2003, 2004
  -  Фіналіст (4): 1987, 1995, 1996, 2005

- Арабська ліга чемпіонів з футболу
  -  Володар (2): 1984, 1988

- Клубний кубок чемпіонів Перської затоки з футболу
  -  Володар (3): 1983, 1988, 2006
  -  Фіналіст (1): 2007

## Статистика виступів у національних турнірах
| Сезон   | Дивізіон     | Місце      | Кубок |
| ------- | ------------ | ---------- | ----- |
| 1976/77 | 1ª           |            |       |
| 1977/78 | Прем'єр-ліга | 3-тє       |       |
| 1978/79 | Прем'єр-ліга | 6-те       |       |
| 1979/80 | Прем'єр-ліга | 6-те       |       |
| 1980/81 | Прем'єр-ліга | 5-те       |       |
| 1981/82 | Прем'єр-Ліга | 3-тє (А)   |       |
| 1982/83 | Прем'єр-ліга | Переможець |       |
| 1983/84 | Прем'єр-ліга | 3-тє       |       |
| 1984/85 | Прем'єр-ліга | 4-те       |       |
| 1985/86 | Прем'єр-ліга | 7-те       |       |
| 1986/87 | Прем'єр-ліга | Переможець |       |
| 1987/88 | Прем'єр-ліга | 2-ге       |       |
| 1988/89 | Прем'єр-ліга | 5-те       |       |
| 1989/90 | Прем'єр-ліга | 7-ме       |       |
| 1990/91 | Прем'єр-ліга | 4-те       |       |
| 1991/92 | Прем'єр-ліга | 2-ге       |       |
| 1992/93 | Прем'єр-ліга | 4-те       |       |
| 1993/94 | Прем'єр-ліга | 9-те       |       |
| 1994/95 | Прем'єр-ліга | 4-те       |       |

| Сезон   | Дивізіон     | Місце | Кубок |
| ------- | ------------ | ----- | ----- |
| 1995/96 | Прем'єр-ліга | 5-те  |       |
| 1996/97 | Прем'єр-ліга | 7-ме  |       |
| 1997/98 | Прем'єр-ліга | 6-те  |       |
| 1998/99 | Прем'єр-ліга | 6-те  |       |
| 1999/00 | Прем'єр-ліга | 7-ме  |       |
| 2000/01 | Прем'єр-ліга | 8-ме  |       |
| 2001/02 | Прем'єр-ліга | 8-ме  |       |
| 2002/03 | Прем'єр-ліга | 8-ме  |       |
| 2003/04 | Прем'єр-ліга | 5-те  |       |
| 2004/05 | Прем'єр-ліга | 9-те  |       |
| 2005/06 | Прем'єр-ліга | 5-те  |       |
| 2006/07 | Прем'єр-ліга | 6-те  |       |
| 2007/08 | Прем'єр-ліга | 4-те  |       |
| 2008/09 | Прем'єр-ліга | 6-те  |       |
| 2009/10 | Прем'єр-ліга | 9-те  |       |
| 2010/11 | Прем'єр-ліга | 3-тє  |       |
| 2011/12 | Прем'єр-ліга | 4-те  |       |
| 2012/13 | Прем'єр-ліга |       |       |

## Виступи на континентальних турнірах
- Клубний чемпіонат Азії: 1 виступ
  - Клубний чемпіонат Азії 1989:

-   - Кваліфікаційний раунд: Аль-Іттіфак кваліфікувався до Клубного чемпіонату Азії після перемоги в Лізі чемпіонів країн Перської затоки, посівши місце у верхній частині групи разом зі «Казмою» (Кувейт), «Аль-Шар'яном» (ОАЕ), «Фанджою» (Оман) та «Вест-Риффою» (Бахрейн).

-   - 1/2 фіналу (Груповий етап): Аль-Іттіфак фінішував у своїй групі на другому місці після поразки в передостанньому турі від майбутнього переможця турніру, представника Катару Ас-Садд (1:2) у досить скандальному поєдинку. Крім двох вище вказаних клубів у групі також виступали СК «25 квітня» (Північна Корея), «Мохамеддан Дакка» (Бангладеш) та «Паханг» (Малайзія).

- Ліга чемпіонів АФК: 2 виступи

-   - Ліга чемпіонів 2009:

- -     - Груповий етап – Раунд 32-ох: «Аль-Іттіфак» був, напевно, одним з найкращих клубів групового етапу, оскільки завершив груповий етап на першому місці та набрав 12 очок. Вони 4 матчі виграли та 2 програли, різниця забитих та пропущених м'ячів — 15:6, загалом це була третя найкраща статистика серед інших команд на цій стадії турніру. Аль-Іттіфак потрапив до Групи D разом з «Буньодкором» (лідером якого був бразилець Рівалду), «Сепаханом» та «Аш-Шабабом» (ОАЕ).
      - Раунд 16-ох: Аль-Іттіфак був вибитий з раунду 16-ох «Пахтакором» (Узбекистан). Після того як команда повела в рахунку 1:0 у першій частині матчу, пізніше вони пропустили два м'ячі, які завадили «Аль-Іттіфаку» пройти до 1/4 фіналу.[2]

-   - Ліга чемпіонів АФК 2012:

- -     -       - Турнір розпочався 6 грудня 2011 року в столиці Малайзії Куала-Лумпур.[3]
      - Аль-Іттіфак розпочав свої виступи в другому раунді кваліфікації, зігравши проти двох переможців Іранського чемпіонату: «Естеґлалу» та «Зоб Ахану».
      - Аль-Іттіфак програв один з матчів плей-оф, який відбувся в Ірані 18 лютого 2012 року проти «Естеґлалу», та в кінцевому підсумку потрапили до групового етапу Кубку АФК 2012.

- Кубок АФК: 1 виступ

-   - Кубок АФК 2012:

- -     -       - Після припинення боротьби у Лізі чемпіонів АФК 2012, Аль-Іттіфак автоматично кваліфікувався до Кубку АФК 2012, і потрапив до групи C разом з «Аль-Кувейт» з Кувейту, «Аль-Ахед» з Лівану та «ВБ Адду» з Мальдів.
      - «Аль-Іттіфак» стартував у турнірі як фаворит та головний претендент на перемогу в змаганні, перемігши з рахунком 5:1 у своєму першому матчі на груповій стадії «Аль-Кувейт» з Кувейту. Другий матч шокував саудівців домашньою нульовою нічиєю проти «Аль-Ахеда». Вони перемогли аутсайдери групи «ВБ Адду» з рахунком 6:3 на Мальдівах та 2:0 у матчі-відповіді. «Аль-Іттіфак» забезпечив собі вихід до наступного раунду турніру завдяки нічиїй 2:2 з «Аль-Кувейт», а в останньому матчі групового етапу 3–1 здобув перемогу над ліванським «Аль-Ахед».
      - «Аль-Іттіфак» завершив сезон важкою перемогою з рахунком 1:0 над оманським «Ас-Сувейк» у раунді 16-ох та виходом до 1/4 фіналу турніру.

## Відомі гравці
- Осама Аль-Хамдан
- Софіан Хелілі
- Себастьян Лукас Тальябуе
- Рікарду Діаш Акошта (Рікардінью)
- Леонарду Пассуш Алвеш
- Кассіу Варгаш Барбоша
- Матеуш ді Олівейра Барбоша
- Паулу Сержіу Феррейра Гоміш
- Карлуш Сантуш ді Жезуш
- Арілсон Жілберту да Кошта
- Бруну Лазароні
- Данні Бітенкурт Мораїш
- Діогенеш Алвеш ді Міранда Жуніур
- Андре Морейра Нелеш
- Даніель Родріго де Олівейра
- Луїш Альберту Сильва Сантуш
- Мохамед Коффі
- Мурілу ді Алмейда
- Яу Преко
- Принс Тагое
- Бубакар Фофана
- Роджер Фабрісіо Рохас Лазо
- Самір Камуна
- Кеннет Малітолі
- Келвін Мутале
- Дербі Макінка
- Ясін Аль-Бахіт
- Аміну Буба
- Еміль Мбоух
- Лі Вон Ю
- Якуб ат-Тахір
- Юнес Манкарі
- Абделатфі Жрінду
- Рабіль Лафуї
- Аккаль Салахеддін
- Мохамед Фідаді
- Фаузі Башир
- Хассан Мудхафар Аль-Гейлані
- Бадар Мубарак Салех Маймані
- Ахмед Мубарак Аль-Махайжрі
- Халіфа Аїл Аль-Нуфалі
- Хосе Луїс Гарсес
- Есмаел Гонсалвіш
- Жозе Фелісіану Лорейру Соареш
- Ніколає Григоре
- Крістіан Денелаче
- Дорел Стойка
- Усман Н'Доє
- Папа Вайго
- Моханнад Ібрахім
- Джеремайя Уайт
- Абдуллах Омар Ісмаїл
- Рітчі Гарт

## Відомі тренери
| 1944–69                          |                                  |                                                               |
| 19??–69                          | Мохаммед Хасан Хейрі             |                                                               |
| 1969–76                          |                                  |                                                               |
| 1976–78                          | Халілі Ібрахім Аль-Заяні         |                                                               |
| 1979–80                          |                                  |                                                               |
| 1980–84                          | Халілі Ібрахім Аль-Заяні         | Збігся з найуспішнішим періодом в історії клубу (4 титули).   |
| 1984–86                          |                                  |                                                               |
| 1986–90                          | Халілі Ібрахім Аль-Заяні         | Виграв 3 титули.                                              |
| 1990–91                          | Прокопіу Кардожу Нету            |                                                               |
| 1992                             | Левір Кульпі                     |                                                               |
| 1992–93                          |                                  |                                                               |
| 1 липня 1993 — 30 червня 1995    | Войцех Лазарек                   |                                                               |
| 1994–96                          | Халілі Ібрахім Аль-Заяні         |                                                               |
| 1996–97                          |                                  |                                                               |
| 1997                             | Жоау Франсишку Нобрега да Сильва |                                                               |
| 1997–99                          |                                  |                                                               |
| 1999–00                          | Халілі Ібрахім Аль-Заяні         |                                                               |
| 2003                             | Зе Маріо                         |                                                               |
| 2003–04                          | Ян Вейрслеєн                     |                                                               |
| 1 січня 2004 — 30 березня 2004   | Хорхе Хаббегер                   |                                                               |
| 2005–06                          | Едналду ді Мелу Патрісіу         |                                                               |
| 2006–07                          | Аммар Суая                       | Gulf Club Champions Cup 2006 (переможець).                    |
| 1 липня 2007 — 30 червня 2008    | Тоні Олівейра                    | Gulf Club Champions Cup 2007 (фіналіст).                      |
| 8 січня 2009 — 8 червня 2009     | Іоан Андоне                      | Найкращий результат клубу в Лізі чемпіонів АФК (раунд 16-ох). |
| 23 жовтня 2009 — 23 березня 2011 | Марін Іон                        |                                                               |
| 23 березня 2011 — 30 червня 2011 | Юссеф Зуауї                      |                                                               |
| 22 липня 2011 — 30 квітня 2012   | Бранко Іванкович                 |                                                               |
| 2012                             | Аммар Аль-Суайя                  |                                                               |
| 1 липня 2012 — 25 вересня 2012   | Ален Гейгер                      |                                                               |
| 26 вересня 2012 — 13 червня 2013 | Мацей Скоржа                     |                                                               |
| 1 липня 2013 — 1 жовтня 2013     | Тео Бюкер                        |                                                               |
| 30 вересня 2013 — 26 жовтня 2013 | Еусебіу Тудор                    |                                                               |
| 26 жовтня 2013 — 13 лютого 2014  | Горан Тафегджич                  |                                                               |
| 13 лютого 2014 — липень 2014     | Іоан Андоне                      |                                                               |
| липень 2014 — 17 лютого 2015     | Беньят Сан-Хосе                  |                                                               |
| (2015)                           | Георге Мультеску                 |                                                               |
| (2015–16)                        | Рейнхардт Стампф                 |                                                               |
| (2016)                           | Джамель Белькалем                | Перший дивізіон чемпіонату Саудівської Аравії 2015/16         |
| (2016–)                          | Елько Скхатторіє                 |                                                               |